# Cátia de França
Cátia de França, cujo nome de batismo é Catarina Maria de França Carneiro (João Pessoa, 13 de fevereiro de 1947), é uma cantora, compositora e escritora brasileira. Sua música tem como fonte a literatura, fazendo referências à obra de Guimarães Rosa, José Lins do Rego, Manoel de Barros, além de João Cabral de Melo Neto, mas que também é definida pela mesma como "popular mundial", por incluir referências que vão desde os nordestinos Luiz Gonzaga e Jackson do Pandeiro, até Elvis Presley, Beatles e o mineiro Clube da Esquina.
Em 2023, foi uma das dez personalidades do cenário artístico brasileiro, homenageadas com o Prêmio Milú Villela - Itaú Cultural 35 Anos. Foi indicada ao Grammy Latino em 2024 na categoria Melhor Álbum de Rock ou Música Alternativa em Língua Portuguesa, com "No Rastro de Catarina".

## Biografia
Nascida em João Pessoa, Paraíba, descreve o ambiente familiar como pobre, mas ilustrado ("faltava manteiga, mas tinha livro", conforme declara). Filha única, foi alfabetizada através de canções pela mãe, Adélia de França, primeira professora negra do estado da Paraíba; começou a estudar piano a partir dos 4 de idade; dos 12 aos 15 anos, aprendeu piano clássico na Escola de Música Antenor Navarro, época na qual chegou a se apresentar no Teatro Santa Rosa, em João Pessoa. Aos 16 anos, mudou-se para Belém de Maria, interior de Pernambuco, para cursar magistério num colégio interno; ali permaneceu de 1962 a 1966, e foi onde teve aulas particulares de violão. Foi ali também que aprendeu a tocar flauta, sanfona e percussão, e enveredou definitivamente pela música popular. Durante seus anos de residência em Pernambuco, fez teatro, deu aulas de música e tocou em casas noturnas.
Na década de 1960, a cantora participou de festivais de música popular, tendo ganho um certame em 1970; nesta época também viajou para Portugal e Espanha com um grupo folclórico da Fundação Artístico-Cultural Manuel Bandeira, do qual participava (grupo do qual também fazia parte Elba Ramalho). De volta ao Brasil, no início dos anos 1970 mudou-se para o Rio de Janeiro, onde integrou as bandas de outros músicos nordestinos, como Zé Ramalho, Elba Ramalho, Amelinha e Sivuca. Mais tarde, foi parceira de palco de Jackson do Pandeiro durante a primeira versão do Projeto Pixinguinha, em 1980.
Em 1990, voltou a residir na Paraíba, passando a integrar a ONG e Projeto Malagueta, de divulgação do acervo cultural do estado. Em 2005, fixou residência em Lumiar, distrito de Nova Friburgo, Rio de Janeiro, onde em 2017 abriu o restaurante Empório do Mimo, em parceria com a chef Lilian Hedin. Em fevereiro de 2018, foi inaugurado o Centro Cultural Cátia de França, em São Pedro da Serra, outro distrito de Nova Friburgo. Como o espaço revelou-se pequeno para a demanda, foi fechado pouco depois, com a reabertura tendo ocorrido naquele mesmo ano.

## Carreira
Apesar de ter ganho certa projeção no cenário musical brasileiro nos anos 1970, juntamente com outros cantores e compositores nordestinos, Cátia de França nunca aceitou ingerências das gravadoras no seu trabalho, no sentido de torná-lo mais comercial. Portanto, sua produção artística é consumida por um público mais restrito, que não se prende às convenções culturais dos grandes centros urbanos brasileiros.
Em 1970, em parceria com o poeta e jornalista Diógenes Brayner, amigo de sua mãe, compõe e interpreta a canção "Mariana", vencedora do IV Festival Paraibano de MPB. Em 1979 gravou seu primeiro disco, "20 Palavras ao Redor do Sol", com participações de Sivuca, Lulu Santos e Bezerra da Silva, dentre outros; é considerado pela própria autora como um precursor do que Chico Science faria, 15 anos depois, ao mesclar música nordestina com rock. O icônico álbum, cujo título é inspirado numa poesia de João Cabral de Melo Neto, incorpora referências literárias e culturais diversas, inclusive do folclore cigano da Bulgária, na canção "Kukukaya (Jogo da Asa da Bruxa)". Uma música da cantora foi trilha sonora do filme "Cristais de Sangue", de 1975.
Em cerca de 40 anos de carreira, Cátia gravou três LPs: "20 Palavras ao redor do Sol" (1979), "Estilhaços" (1980) e "Feliz Demais" (1986), e quatro CDs: "Avatar" (2003, com participações de Chico César e Xangai), "Cátia de França canta Pedro Osmar" (2005), "No Bagaço da Cana / Um Brasil Adormecido" (2012) e "Hóspede da Natureza" (2016), no qual ela demonstra a força criativa da música paraibana. Recentemente, gravou um oitavo álbum, "No Rastro de Catarina" (2024), indicado ao Grammy Latino e que deverá ser lançado também como LP em vinil.
Cátia também adentrou pelo mundo da literatura e das artes plásticas, com destaque para os livros "Zumbi em Cordel", "Falando de Natureza Naturalmente" e "A Peleja de Lampião Contra a Fibra Ótica" (literatura infanto-juvenil), e "Manual da Sobrevivência", um resgate de sua trajetória pessoal e profissional.
Com a redescoberta de suas composições pelas novas gerações, através da divulgação pela internet, Cátia de França tem voltado a se apresentar pelos palcos de todo o Brasil.

## Vida pessoal
Cátia de França é publicamente homossexual. Como ela mesma relata, "até os 15 anos tinha medo de ir para o inferno, mas usava bota, cabelo curto e calça faroeste". Foi frequentadora da churrascaria Bambu, no centro de João Pessoa, cuja clientela reunia artistas, jornalistas e políticos, mas também um público LGBT. Cátia declara que "não empunhava bandeira" (no sentido de não ser uma ativista), mas acreditava que "as pessoas não tinham nenhuma dúvida quanto a minha sexualidade". Ressalta que atualmente "ainda há preconceito, mas também há uma maior conscientização".

## Discografia
- 20 Palavras ao redor do Sol (1979)
- Estilhaços (1980)
- Feliz demais (1985)
- Avatar (1998)
- Cátia de França canta Pedro Osmar (2005)
- No Bagaço da Cana / Um Brasil Adormecido (2012)
- Hóspede da Natureza (2016)
- No Rastro de Catarina (2024)